# ناتشورال نيوز
ناتشورال نيوز (المعروف سابقًا باسم نيوز تارغت، والذي أصبح الآن موقعًا شقيقًا منفصلَا) هو موقع أخبار زائفة معروف بترويجه للعلوم الزائفة والتطرف اليميني، ومؤمن بنظرية مؤامرة مكافحة اللقاح. يتميز موقع ناتشورال نيوز بأنه «موقع ويب للطب البديل للعقول المؤمنة بالمؤامرة»، ويستقبل ما يقرب من 7 ملايين زائر فريد شهريًا.
حظي مؤسس الموقع، مايكل ألين «مايك» آدامز، بالاهتمام بعد نشره لمدونة دعا فيها إلى العنف ضد مؤيدي الأطعمة المعدلة وراثيًا، ثم أنشئ موقع ويب آخر مع قائمة بأسماء المؤيدين المزعومين. اتهِم باستخدام «العلوم الزائفة لبيع أكاذيبه». وصف آدامز اللقاحات بأنها «اعتداء طبي على الأطفال».
يبيع الموقع المكملات الغذائية المختلفة، ويشجع الطب البديل وينكر التغير المناخي، ويقدم ادعاءات مغرضة بشأن التغذية والصحة، وينشر أخبارًا كاذبة، ويتبنى مختلف نظريات المؤامرة والدعاية المؤيدة لدونالد ترامب. تشمل نظريات المؤامرة هذه ادعاءات يظهر فيها الرهاب الكيمائي بشأن المخاطر المزعومة «للكيمتريل»، ومياه الشرب المفلورة، ومزيلات الروائح، ومنظفات الغسيل، والغلوتامات أحادي الصوديوم، والأسبارتام، واللقاحات. ونشر أيضًا نظريات المؤامرة حول فيروس زيكا الذي قيل إنه ينتشر عن طريق البعوض المعدل وراثيًا والآثار الضارة المزعومة للنباتات المعدلة وراثيًا، فضلًا عن الممارسات الزراعية المرتبطة بها والأطعمة المشتقة منها.
في مايو 2020 حظر فيسبوك محتوى ناتشورال نيوز من منصته بعد اكتشافه أن الموقع كان يعزز شعبيته باستخدام مزارع المحتوى في مقدونيا الشمالية والفلبين، وهو شكل من أشكال السخام الإلكتروني. تجاوزت ناتشورال نيوز الحظر من خلال إعادة نشر محتواها على عدد كبير من أسماء النطاقات التي تُعنى بمواضيع محددة، بما في ذلك ترامب. نيوز، وإكستنكشن. نيوز، ومايند.كونترول.نيوز، وفاجي. نيوز. وجد معهد الحوار الاستراتيجي 496 اسم نطاق مرتبط بموقع ناتشورال نيوز اعتبارًا من يونيو 2020.

## المؤسس
مايكل ألين «مايك» آدامز (من مواليد 1967 في لورانس، كنساس) هو مؤسس ومالك ناتشورال نيوز؛ وسجل اسم النطاق في عام 2005 وبدأ في نشر المقالات في عام 2008. وفقًا لموقع آدمز الخاص، أصبح مهتمًا بالتغذية البديلة عندما أصيب بداء السكري من النوع الثاني في سن الثلاثين، وتؤكد إحدى مواقعه على الإنترنت «أنه عالج نفسه من داء السكري في غضون أشهر وتحول إلى صورة صحية مثالية في العقل والجسد والروح» باستخدام وسائل العلاج الطبيعية. بيد أن موقع ذا ديلي بيست وجد أن توصيته الخاصة بمنتجات شركة أمازون هيرب في ثماني مقالات على الأقل، بما في ذلك «مراجعة من طرف ثالث... من منظور مستقل حقًا» تبين أنها مضللة؛ إذ لديه مصلحة مالية في الشركة، وفقًا لسجلات الأعمال التجارية غير الربحية في أريزونا. إنه متحمس للأطعمة النيئة وخبير تغذية شامل. يدعي أنه لا يأكل الأطعمة المصنعة أو منتجات الألبان أو السكر أو اللحوم من الثدييات أو المنتجات الغذائية التي تحتوي على مواد مضافة مثل الغلوتامات أحادي الصوديوم. يقول أيضًا إنه يتجنب استخدام العقاقير الطبية، وزيارات الأطباء الغربيين.
أيد آدامز نظريات المؤامرة المحيطة بالتسرب النفطي في ديب ووتر هورايزون، وتلك المتعلقة برحلة الخطوط الجوية الماليزية رقم 370. لقد أيد فيلم بورزينسكي: السرطان عمل خطير، وهو فيلم عن ستانيسلاف بورزينسكي. وصف ستيفن نوفيلا آدامز بأنه «مهووس خطيرٌ متاجرٌ بالمؤامرة». أيد آدامز أيضًا كتب منظِّر المؤامرة جيم مارس.
صنع آدامز مقاطع فيديو موسيقية تعبر عن وجهات نظر مماثلة للمقالات المنشورة على موقعه على الإنترنت، مثل معارضة لقاح إنفلونزا الخنازير.

## الانتقادات والخلافات
كتبت آنا كاتا في مجلة فاكسين، أن موقع ناتشورال نيوز واحد من مواقع الويب العديدة التي تنشر «معلومات صحية غير مسؤولة». وفقًا لجون بانكس، يستخدم آدامز «العلوم الزائفة لبيع أكاذيبه» و«يُنظر إليه عمومًا على أنه دجال ومروج من قبل المدونين العلميين». وصف أحد هؤلاء المدونين، وهو ديفيد غورسكي من مدونة ساينس بلوغ، ناتشورال نيوز بأنه «واحد من أكثر المواقع دجلًا وبؤسًا على الإنترنت»، وأكثر «مزود صارخ لأسوأ أنواع الدجل، وجنون الارتياب من الأطباء، ونظريات المؤامرة المضادة للطب في أي مكان على الإنترنت». ومتجر شامل «فعليًا لكل دجال معروف للبشرية، وكلهم يتكدسون فيه، ويساعد على العداء الذي لا هوادة فيه للطب والعلم القائمين على العلم عمومًا».
من بين الأفراد الذين علقوا على موقع آدامز على الويب عالم الفلك والمدون فل بليت، وبول زاكاري مايرز، ومارك هوفنغل. في عامي 2011 و2015، أدرج برايان دونينغ موقع ناتشورال نيوز في المرتبة الأولى في قوائمه «لأسوأ 10 مواقع ويب معادية للعلم». أدرِج آدامز على أنه «مروج للأساليب المشكوك فيها» من قبل كواكواتش. قال روبرت تي. كارول في قاموس المتشكك، «إن ناتشورال نيوز ليس مصدرًا جيدًا للمعلومات. إذا كنت لا تثق بي في هذا الأمر، فانتقل إلى مدونة وقاحة محترمة أو أي من المدونين الآخرين على ساينس بلوغ، وابحث عن «ناتشورال نيوز» أو «مايك آدامز» (وهو بذاته ناتشورال نيوز). ستعثر على مئات الإدخالات ولن يكون لدى أي منهم كلمة طيبة ليقولها عن مايك آدامز كمصدر».
وفقًا لمجلة ذا أتلانتيك، يعد موقع ناتشورال نيوز واحدًا من أبرز مواقع مكافحة اللقاح على فيسبوك. قال مقال في مجلة فاكسين إن الموقع «لا يميل فقط إلى نشر المعلومات الصحية غير المسؤولة بشكل عام (مثل تثبيط العلاج الكيميائي أو الإشعاعي لعلاج السرطان، والأدوية المضادة للفيروسات القهقرية لفيروس نقص المناعة البشرية، والأنسولين لداء السكري)، ولكن أيضًا يحتوي على أقسام كبيرة عن المعلومات المشبوهة عن اللقاحات».
بعد وفاة باتريك سويزي في عام 2009، نشر آدامز مقالًا أشار فيه إلى أن سويزي، بموته، «ينضم إلى العديد من المشاهير الآخرين الذين قُتلوا مؤخرًا بسبب الأدوية أو العلاج الكيميائي». كان من بين المعلقين على مقال آدامز عن باتريك سويزي مدونين مثل ديفيد غورسكي وفل بليت، ووصف الأخير تعليق آدامز بأنه «بغيض ومقرف». عندما خضعت أنجلينا جولي لعملية استئصال الثديين في مايو 2013 بسبب طفرة في جين BRCA1، صرح آدامز أن «ملايين النساء اللواتي يحملن جين BRCA1 لا يظهر لديهن سرطان الثدي أبدًا لأنهن يعشن أنماط حياة صحية ومضادة للسرطان تعتمد على التغذية الذكية، وممارسة الرياضة، والتعرض المعقول لأشعة الشمس، وتجنب المواد الكيميائية المسببة للسرطان». وصف غورسكي المقال بأنه «تافه» وأشار إلى أن آدامز كتب مقالات مشابهة عن وفاة مايكل جاكسون، وتوني سنو، وتيم روسيرت.
في فبراير 2014 انتقد بريان بالمر، في صحيفة ديلي هيرالد في أرلينغتون هايتس، إلينوي، ترويج الموقع للعلاجات الطبية البديلة، مثل الاستحمام في ملح الهيمالايا وتناول الأعشاب البحرية الهيجيكي، وأشار إلى أن ادعاءات ناتشورال نيوز حول فعاليتها «منافية للعقل». في أغسطس 2014، كتب ناثانيل جونسون في غريست، معبرًا عن رفضه لموقع ناتشورال نيوز لأنه «ببساطة غير موثوق» و«ليس سوى موقع لنظرية المؤامرة».
في 11 أغسطس 2014 نشر ناتشورال نيوز مدونة تروج للمعالجة المثلية للإيبولا، والتي قوبلت بانتقادات شديدة من العديد من المعلقين، وحُذفت في وقت لاحق من ذلك اليوم. وقالت ناتشورال نيوز في بيان عن المقال  إن المدون الذي نشر المقال، كين أوفتيدال، كان «قيد المراجعة» وأنهم لن يتغاضوا عن أي شخص يتعامل مع الإيبولا. ومع ذلك، اعتبارًا من 20 أغسطس 2014، كان الموقع ما يزال يعرض مقالة كتبها آدامز تروج لاستخدام الأدوية العشبية لعلاج الإيبولا. في مقال عن «علاجات الإيبولا المزيفة»، تعرض آدامز لانتقادات لأنه زعم أن الأعشاب يمكن أن تثبت فعاليتها كعلاج للإيبولا.[بحاجة لمصدر]
في 8 ديسمبر 2016 كتب مايكل في. ليفين في بيزنس إنسايدر، وانتقد الموقع باعتباره جزءًا من وباء الأخبار المزيفة العلمية: «روج بائعو زيت الثعبان العلاجات الكاذبة منذ فجر الطب، والآن مواقع الويب مثل ناتشورال نيوز تُغرق وسائل التواصل الاجتماعي بعلم زائف خطير مناهض للأدوية، وللتطعيم، وللكائنات المعدلة وراثيًا، ويعرض الملايين لخطر الإصابة بأمراض يمكن الوقاية منها».
في 22 فبراير 2017 شطبت غوغل نحو 140,000 صفحة من ناتشورال نيوز، وأزالتها من نتائج البحث. ثم أعيدت بعد فترة وجيزة. في العام التالي، في 3 مارس 2018، أزال يوتيوب قناة ناتشورال نيوز  بسبب انتهاكات شروط الخدمة، ما أدى إلى إزالة مكتبة مقاطع الفيديو من الموقع بشكل فعال. أعيدت القناة في وقت لاحق وعادت مقاطع الفيديو. في يونيو 2019 أزال فيسبوك ناتشورال نيوز من موقعه على الويب لانتهاكه سياساته ضد السخام الإلكتروني. كتب آدامز على موقع إنفوورز أن موقعه «ممنوع بشكل دائم» من فيسبوك، وكتب على موفع ذا غيتوي باندت أن الحظر كان جزءًا من مؤامرة ضد موقعه على الويب.

## وصلات خارجية
- الموقع الرسمي